# Ecsenius aequalis
Ecsenius aequalis är en fiskart som beskrevs av Springer, 1988. Ecsenius aequalis ingår i släktet Ecsenius och familjen Blenniidae. Inga underarter finns listade i Catalogue of Life.